# Завадки (Томашівський повіт)
Завадки (пол. Zawadki) — село в Польщі, у гміні Сусець Томашівського повіту Люблінського воєводства. Розташоване на Закерзонні (в історичному Надсянні). Населення — 123 особи (2011).

## Історія
За даними етнографічної експедиції 1869—1870 років під керівництвом Павла Чубинського, у селі переважно проживали римо-католики, але населення здебільшого розмовляло українською мовою.
У 1975—1998 роках село належало до Замойського воєводства.

## Демографія
Демографічна структура станом на 31 березня 2011 року:
|          | Загалом | Допрацездатний вік | Працездатний вік | Постпрацездатний вік |
| -------- | ------- | ------------------ | ---------------- | -------------------- |
| Чоловіки | 68      | 17                 | 40               | 11                   |
| Жінки    | 55      | 16                 | 23               | 16                   |
| Разом    | 123     | 33                 | 63               | 27                   |